# Fonds Egerton

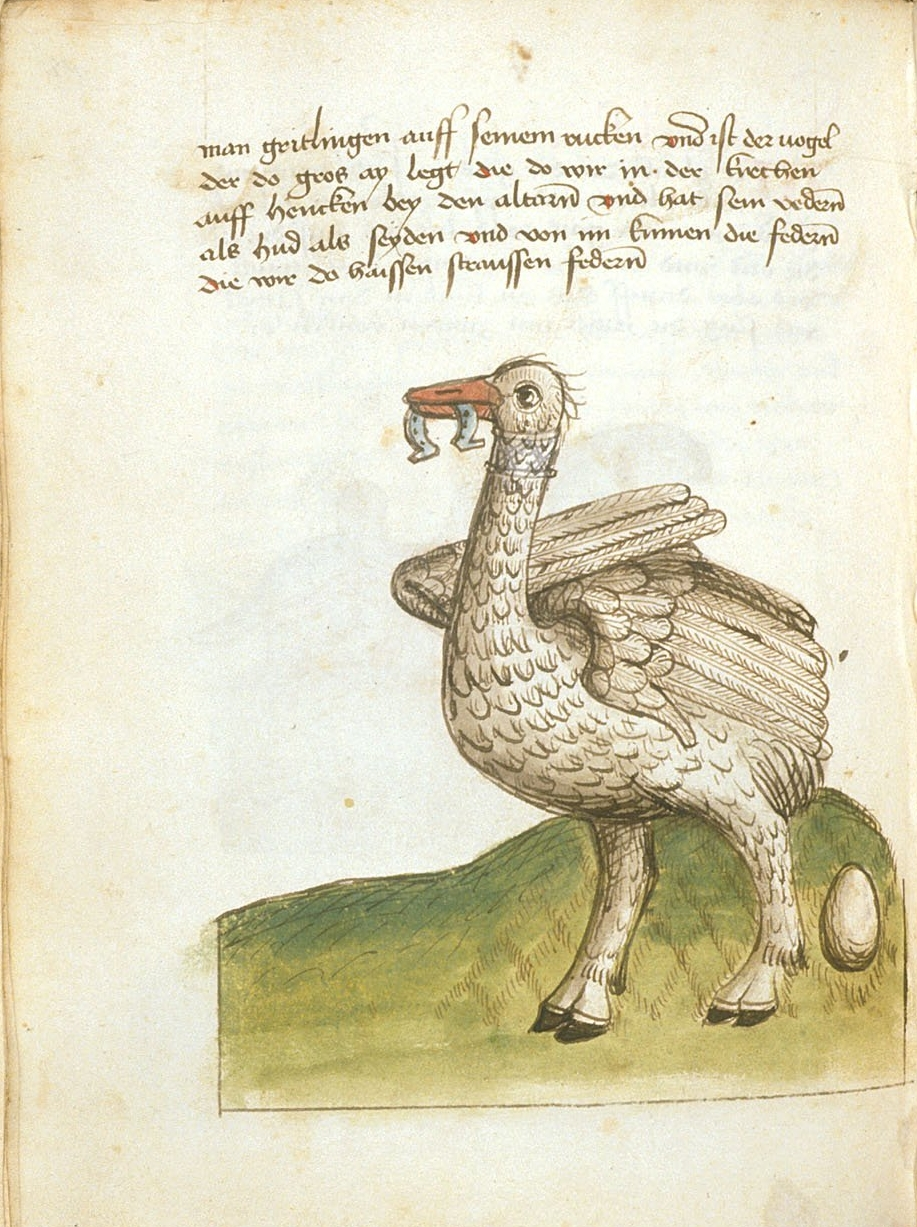
Image extraite d'un manuscrit du XVè siècle conservé au fonds Ergeton

Le fonds Egerton est une collection de manuscrits historiques conservée à la British Library de Londres. Elle est de nature hétérogène mais se distingue par ses ouvrages ayant trait à l’Irlande et à l’Espagne, ainsi que par ses manuscrits littéraires et enluminés.

## Histoire
La collection est créée en 1829 par Francis Egerton, 8e comte de Bridgewater, qui lègue 67 manuscrits au British Museum , ainsi qu'une somme de 12 000 livres sterling pour en acheter d'autres. En 1838, ce fonds est augmenté de 3 000 £ par son cousin Charles Long, baron Farnborough. L'argent a permis d'acquérir plus de 3 800 manuscrits depuis la création du fonds.

## Manuscrits célèbres de la collection
- Papyrus Egerton 2 : évangile du IIe siècle apr. J.-C.
- Manuscrit Egerton 609 (en) : évangéliaire breton du IXe siècle du Groupe de Landévennec.
- Manuscrit Egerton 1139 : Psautier de la reine Mélisande, Jérusalem, milieu du XIIe siècle.
- Manuscrit Egerton 747 : Tractatus de herbis et Antidotarium Nicolai, Italie, fin du XIIIe siècle.
- Manuscrit Egerton 2020 : Herbier de Carrare, début du XVe siècle.
- Manuscrit Egerton 1070 : Heures Egerton, début du XVe siècle.